# اچ‌ام‌اس شاه (۱۸۷۳)
اچ‌ام‌اس شاه (۱۸۷۳) (به انگلیسی: HMS Shah (1873)) یک کشتی بود که طول آن ۳۳۴ فوت (۱۰۱٫۸ متر) بود. این کشتی در سال ۱۸۷۳ ساخته شد.